# Cartagena del Chairá
Cartagena del Chairá – miasto w Kolumbii, w departamencie Caquetá.